# Scheideck (Isen)
Scheideck ist ein Gemeindeteil des Marktes Isen im oberbayerischen Landkreis Erding.

## Lage
Der Weiler Scheideck liegt zwischen dem Schinderbach und dem Thonbach in der Gemarkung Thonbach 3,5 Kilometer südöstlich von Isen.

## Gewerbe
Die Holzhandlung Detterbeck und der Gerüstbauer Lohmeier sind die führenden Gewerbebetriebe in Scheideck.

## Bevölkerungsentwicklung
Um 1871 gab es in Scheideck 14 Einwohner. Im Mai 1987 lebten dort 15 Einwohner in drei Wohngebäuden.
| Jahr      | 1871 | 1925 | 1950 | 1970 | 1987 |
| Einwohner | 14   | 17   | 19   | 16   | 15   |